# Gonzalo Millán Arrate
Gonzalo Millán Arrate (Santiago do Chile, 1 de janeiro de 1947 - Santiago do Chile, 14 de outubro de 2006) foi um poeta, acadêmico, artista plástico e tradutor chileno. Millán é considerado, pela crítica, como uma das figuras mais importantes da denominada 'generación del sesenta' do Chile. 

## Vida
Millán estudou literatura na Universidad de Concepción e fez parte do grupo Arúspice, um dos agrupamentos literários mais significantes da literatura chilena da segunda parte do século vinte.
Após regressar ao seu país, em fins da década de oitenta, depois de quase dois séculos de exílio, ele desempenhou uma extensa obra docente. Millán criou poesia virtual e marcou presença nas artes plásticas, realizando exposições no Chile, Canadá, Estados Unidos, Suécia e Holanda. 

## Obras
- Relación personal (1968)
- La Ciudad  (1979)
- Virus (1984)
- Vida (1987)
- Seudónimos de la muerte (1987)
- Dragón que se muerde la cola (1987)
- 5 poemas eróticos (1990)
- Strange houses (1991)
- Trece lunas (1997)
- Claroscuro (2002)
- Autorretrato de Memoria (2005)